# Olof Stenius
Olof Gunnarsson Stenius, född 18 oktober 1907 i Helsingfors, död 26 september 1968, var en finländsk arkitekt. Han var far till Geo och Yrsa Stenius
Stenius, som var son till arkitekterna Gunnar Stenius och Signe Lagerborg, blev student 1926, studerade vid Helsingfors universitet 1926–1927, blev diplomarkitekt vid Tekniska högskolan i Helsingfors 1937. Han bedrev även studier vid Kungliga Tekniska högskolan i Stockholm 1953 och 1955. Han var anställd vid professor Alvar Aaltos byrå 1935–1939 och 1945–1947, vid Helsingfors stads stadsplaneavdelning 1939–1945, innehade privat arkitektbyrå 1947–1950, var stadsplanearkitekt vid Helsingfors stad 1950–1953, generalplanearkitekt 1953–1964 och saneringsarkitekt från 1964. Han upprättade Helsingfors stads generalplan och generalplaner för bland annat Strömfors samt byggnadsplaner för Sorsakoski och Nordsjö.